# Trutnov
Trutnov (Czech pronunciation: [ˈtrutnof] ; tysk: Trautenau) er en by i Hradec Králové - regionen i Tjekkiet. Den har omkring 29.000 indbyggere. Byens centrum er velbevaret og er beskyttet ved den tjekkiske lov som en urban monumentzone.
Trutnov består af bydelene Dolní Předměstí, Dolní Staré Město, Horní Předměstí, Horn Staré Město, Kryblice, Střední Předměstí og Vnitřní Město og landsbyerne Adamov, Babí, Bohuslavice, Bojiště, Lhota, LiB K, Oblanov, Poříčí, Starý Rokytník, Střítež, Studenec, Volanov og Voletiny.
Både det tyske navn Trautenau og det tjekkiske navn Trutnov er afledt af det oldtyske truten ouwe, som betød "sød flodslette ". 

## Geografi
Trutnov ligger omkring 39 km nord for Hradec Králové. En ubetydelig del af det kommunale område grænser op til Polen. Det meste af territoriet ligger i forbjergene til Krkonose/Karkonosze-bjergene, men det strækker sig også til Broumov-højlandet mod øst, og en lille nordlig del strækker sig ind i selve Krkonose/Karkonosze-bjergene. Det højeste punkt er en konturlinje på skråningerne af Dvorský les-bjerget, ved 965 meter over havets overflade. Selve byen ligger i dalen ved Úpa-floden.

## Historie
Den første skriftlige omtale af Trutnov er fra 1260. Det blev grundlagt omkring 1250 af et medlem af Švábenice adelsfamilien og oprindeligt opkaldt Úpa efter floden med samme navn. I 1301 købte kong Wenceslaus II hele området, der allerede hedder Trutnov. Fra 1400 til 1599 var Trutnov en medgiftsby for de bøhmiske dronninger. I 1421 blev byen erobret af Jan Žižka under hussitterkrigene.
Trutnov var stedet for slaget ved Trutnau i 1866 under den østrigsk-preussiske krig.

Under Anden Verdenskrig drev de tyske besættere tre tvangsarbejdslejre for jødiske kvinder, beliggende i Horní Staré Město, Poříčí og Libeč, som alle blev underlejre til koncentrationslejren Gross-Rosen i marts 1944, og en tvangsarbejde-underlejr til Stalag VIII-B/344 krigsfangelejr for allierede krigsfanger i Libeč. Efter krigen blev den resterende tyske befolkning fordrevet i 1945 i overensstemmelse med Potsdam-aftalen.

## Økonomi
De største arbejdsgivere med base i byen er Vitesco Technologies Czech Republic og Tyco Electronics EC Trutnov, begge producenter af elektrisk udstyr til bilindustrien. Den største ikke-industrielle arbejdsgiver er Trutnov-hospitalet.
Krakonoš-bryggeriet blev grundlagt i 1582 og er et af de ældste bryggerier i landet.

## Kultur
Trutnov har været vært undergrundsfestivalen Trutnov Open Air Music Festival siden 1990 og har siden 1999 været vært for Obscene Extreme en festival for forskellige ekstremmetal-genrer.